# یپویویچی
یپویویچی (به صربی: Ljepojevići) یک منطقهٔ مسکونی در صربستان است که در نووا واروش واقع شده‌است. یپویویچی ۱۲۶ نفر جمعیت دارد.